# تارنجيوت (بني امحمد سجلماسة)
تارنجيوت هي إحدى مشيخات المملكة المغربية، تتبع جغرافيا لإقليم الرشيدية وإداريًا لبني امحمد سجلماسة. يقدر عدد سكانها بـ 4450 نسمة حسب الإحصاء الرسمي للسكان والسكنى لسنة 2004.